# Yoshino-gawa
Le fleuve Yoshino (吉野川, Yoshino-gawa) est un fleuve de l'île de Shikoku, au Japon.

## Géographie
Le fleuve Yoshino est long de 194 kilomètres et a un bassin de 3 750 km2. C'est le deuxième plus long fleuve de Shikoku (légèrement plus court que le Shimanto), et il est le seul fleuve dont le bassin est réparti sur les quatre préfectures de l'île.
Le fleuve Yoshino est considéré comme l'un des trois plus grands fleuves du Japon avec le Tone-gawa et le Chikugo-gawa, et est surnommé Shikoku saburō (四国三郎) ; « Saburō » est un nom populaire pour un troisième fils.
Le Yoshino prend sa source sur le mont Kamegamori (瓶ケ森) à Ino, préfecture de Kōchi, et s'écoule vers l'est. À Ōtoyo, il tourne vers le nord et traverse les montagnes du Shikoku. La gorge, appelée Ōboke koboke, est une attraction touristique célèbre de Shikoku. À Ikeda, préfecture de Tokushima, elle tourne à l'est et se jette dans la mer au nord de la ville de Tokushima.
Le fleuve a quelques ponts submergés (潜水橋, sensuikyō), les équivalents des chinkabashi du Shimanto, qui ont des parapets pour ne pas pour être emportés par les eaux. La reconstruction du barrage de Yoshino Daiju (吉野川第十堰, Yoshinogawa Daijūzeki) près de sa bouche a provoqué beaucoup de polémique parmi des écologistes.